# Park Seong-hyeon
Park Seong-hyeon (kor. 박성현; ur. 12 października 1999) – południowokoreański łyżwiarz szybki, olimpijczyk z Pekinu 2022.

## Wyniki

### Igrzyska olimpijskie
- Pekin 2022
  - 1500 m – 21. miejsce
  - bieg drużynowy – 6. miejsce

### Mistrzostwa świata juniorów
- Helsinki 2017
  - 500 m - 10. miejsce
- Baselga di Piné 2019
  - 500 m - 10. miejsce
  - sprint drużynowy - 2. miejsce